# Láska na dálku
Láska na dálku (ve francouzském originále L’amour de loin, doslovně Láska daleka) je první opera finské skladatelky Kaiji Saariahové o pěti aktech na libreto libanonsko-francouzského spisovatele Amina Maaloufa. Poprvé byla uvedena 15. srpna 2000 na Salcburském festivalu.

## Vznik opery
Kaija Saariahoová, žijící v Paříži od roku 1982, se po velkou část své kariéry vyhýbala žánru opery. Ještě ve Finsku byla součástí uměleckého seskupení „Ears Open!“, stojícího v opozici proti tehdejší finské modernistické opeře, a rovněž její experimentální skladatelský styl v Paříži, využívající technologické a elektronické prostředky, kombinace zvuků a „ruchů“ a fúzi melodie a harmonie v tzv. „timbre“, byly pro tento žánr obtížně využitelné. Ke scénické tvorbě se obrátila nejprve baletem Maa (Země) pro Finský národní balet roku 1991. Impuls pro změnu názoru na operu jí podle jejích vlastních slov dodala inscenace Messiaenovy opery Svatý František z Assisi režírovaná Peterem Sellarsem, kterou viděla roku 1992 na Salcburském festivalu. Právě Sellarsova inscenace ji přesvědčila o možnosti přetvořit báseň v operu: „Je-li toto opera, pak ji napsat mohu,“ vyjádřila se v tisku.
Látku pro svou operu našla, když se roku 1993 seznámila s legendou La vida breve (Krátký život) o životě jednoho z prvních velkých trubadúrů 12. století, Jaufrého Rudela. Myšlenka na operu krystalizovala v průběhu následujících sedmi či osmi let. Poté, co na ni hluboce zapůsobilo, když viděla původní rukopis Jaufrého příběhu (o zamilovaném mladém básníkovi píšícím vzdálené lásce v Tripolisu), zhudebnila jeho báseň pod názvem Lonh roku 1996 jako skladbu pro soprán a elektronické nástroje a podle stejné inspirace napsala v letech 1998-99 skladbu pro smíšený sbor a orchestr Oltra mar (Přes moře) pro New York Philharmonic. Obě skladby pak byly tematicky využity v Lásce na dálku.
Než však Saariahová začala psát samotnou operu, hledala záruku jejího uvedení. To se jí podařilo až v roce 1999, když jí uvedení opery na Salcburském festivalu zajistil Gerard Mortier, tehdejší intendant festivalu, na kterém Saariahová roku 1996 úspěšně uvedla svou dosud nejrozsáhlejší vokálně-orchestrální práci, kantátu Château d'âme (Zámek duše). Projekt opery od počátku zahrnoval režii Petera Sellarse a účast SWR Sinfonieorchester Baden-Baden-Freiburg, souboru specializovaného na soudobou klasickou hudbu. Libretistou měl být původně básník Jaques Roubaud, když však nakonec odmítl, nahradil jej Amin Maalouf, spisovatel zaměřující se na středověk a na vztah Východu a Západu.
Citlivá místa a původ jak Amina Maaloufa, libanonsko-francouzského spisovatele rovněž žijícího v Paříži, a Saariahové – oba jsou dobrovolní exulanti – je přivedly ke spolupráci na přeměnu „zdánlivě prostého příběhu ve příběh složitý, ale velmi prostě vyprávěný. …(A díky) přímočarosti svého děje Láska na dálku úzkostlivě krouží kolem hlubších témat – posedlosti a oddanosti, reality a iluze, osamělosti umělce, potřeby sounáležitosti“.
Láska na dálku získala cenu Grawemeyer Award for Music Composition za rok 2003.

## Charakteristika opery
Podle Sanny Iittiové opera Láska na dálku „kombinuje modernistické stylové rysy s postmoderním estetickým přístupem“. Oproti svým předchozím dílům v ní Saariahová používá jednodušší hudební jazyk a velmi málo elektronických zvuků. Převážně konsonantní harmonie a srozumitelná melodika ji přibližují hudební tradici; například ve sborech je patrný vliv o generaci staršího finského skladatele Joonase Kokkonena. Tématem a použitím charakteristického akordu se Láska na dálku přibližuje Wagnerově opeře Tristan a Isolda; intimní elegická atmosféra ji přibližuje francouzské opeře 20. století, jako Debussyho Pelleasovi a Melisandě a Messiaenovu Svatému Františku z Assisi. Nejstarší hudební látkou v Lásce na dálku jsou ozvuky autentických trubadúrských písní.

## Inscenační historie
Původní inscenace opery, již režíroval Peter Sellars, byla – vedle uvedení na Salcburském festivalu – společnou zakázkou pařížského Théâtre du Châtelet (premiéra 26. listopadu 2001) a americké Santa Fe Opera v Santa Fe (premiéra 31. července 2002). Tuto inscenaci hostily i Stadttheater Bern ve Švýcarsku (od prosince 2001), divadlo v německém Darmstadtu na jaře 2003 a Finská národní opera v Helsinkách v roce 2004, kde byl pořízen i její obrazový záznam vydaný na DVD.
V roce 2005 dirigoval Jan Latham-Koenig dvě koncertní představení jako součást Mezinárodního festivalu hudby a umění Al Bustan v Bejrútu.
V roce 2008 byla na mezinárodním festivalu v norském Bergenu uvedena nová inscenace s výpravou Michaela Elmgreena a Ingara Dragseta, v níž kulisy nahrazoval animovaný film.
Od roku 2009 se hraje rovněž inscenace vzniklá v koprodukci English National Opera (London Coliseum), Vlaamse Oper (Antverpy/Gent) a Canadian Opera Company (Toronto).
V českých zemích byla Láska na dálku uvedena poprvé 24. března 2017 v Janáčkově opeře Národního divadla v Brně.

## Osoby a první obsazení
| osoba                                                                                                  | hlasový obor | světová premiéra (15. 8. 2000) | česká premiéra (24. 3. 2017) |
| --- | ------------ | ------------------------------ | ---------------------------- |
| Jaufré Rudel, princ z Blaye a trubadúr posedlý idealizovanou láskou                                    | baryton      | Dwayne Croft                   | Roman Hoza                   |
| Poutník, který nosí vzkazy tam a zpět                                                                  | mezzosoprán  | Dagmar Pecková                 | Markéta Cukrová              |
| Clémence, hraběnka tripolská                                                                           | soprán       | Dawn Upshaw                    | Pavla Vykopalová             |
| Přátelé, společníci a sloužící prince a hraběnky, námořníci, tripolský lid (mužský sbor a ženský sbor) |              |                                |                              |
| Dirigent:                                                                                              | Dirigent:    | Kent Nagano                    | Marko Ivanovič               |
| Režie:                                                                                                 | Režie:       | Peter Sellars                  | Jiří Heřman                  |
| Výprava:                                                                                               | Výprava:     | George Tsypin                  | Tomáš Rusín                  |
| Kostýmy:                                                                                               | Kostýmy:     | Martin Pakledinaz              | Zuzana Štefunková-Rusínová   |

## Děj opery
Odehrává se ve 12. století v Akvitánii, v Tripolisu a na moři.

### 1. dějství
Jaufré, unaven slastmi života, touží po jiné, vzdálené lásce, ale uvědomuje se, že ji stěží kdy nalezne. Sbor, tvořený jeho dřívějšími soudruhy, se jeho snům vysmívá a říká mu, že žena, o níž zpívám, neexistuje. Avšak Poutník, nedávno přišedší z ciziny, Jaufrému vypráví, že taková žena skutečně existuje, protože se s ní setkal. Jaufré se pak zcela oddá přemýšlení o této vzdálené ženě.

### 2. dějství
Poutník, který se vrátil do Tripolisu, se setkává s Clémence a poví jí, že ve Francii ji jistý princ-trubadúr opěvuje ve svých písních a zve ji svou „láskou na dálku“. Ačkoli se Clémence nejprve cítí uražena, začíná snít o tomto podivném a vzdáleném milenci a ptát se sama sebe, zda je hodna být předmětem takové oddanosti.

### 3. dějství
(První obraz) Po návratu do Blaye Poutník opět navštěvuje Jaufrého a sděluje mu, že jeho dáma nyní ví, že o ní zpívá. Jaufré se rozhoduje, že se za ní musí vydat.
(Druhý obraz) Avšak Clémence zdá se dává přednost tomu, aby jejich vztah zůstal vzdáleným, protože se zdráhá žít stále v očekávání a nechce trpět.

### 4. dějství
Z náhlého popudu se Jaufré vypraví za svou „láskou zdaleka“, ne však bez jistého rozechvění. Myšlenka, že neučinil správné rozhodnutí, ho trápí natolik, že se těžce roznemůže a jeho choroba je tím vážnější, čím více se přibližují Tripolisu. Nakonec do města dorazí, ale na pokraji smrti.

### 5. dějství
Loď zakotví a Poutník spěchá říci hraběnce, že Jaufré dorazil, že je blízek smrti a že si přeje ji spatřit. Jaufré je na nosítkách a v bezvědomí přinesen do citadely, ale v přítomnosti Clémence pookřeje. Jak se Jaufré blíží smrti, pár se obejme a vyznává si lásku. Když jí trubadúr zemře v náručí, běsní Clémence proti nebesům a cítí se odpovědnou za tuto tragédii. Rozhodne se vstoupit do kláštera a poslední scéna ji ukazuje při modlitbě. Její slova jsou však nejednoznačná: není zřejmé, koho na kolenou vzývá, zda vzdáleného Boha nebo svou „lásku na dálku“.

## Nahrávky
- DVD (2004, vydáno 2005): Hrají a zpívají (Clémence) Dawn Upshaw, (Jaufré) Gerald Finley a (Poutník) Monica Groop. Orchestr Finské národní opery řídi Esa-Pekka Salonen. Režie Peter Sellars, Finnish National Opera Helsinki.
- CD (2008, vydáno 2009, Harmonia Mundi): Zpívají (Jaufré) Daniel Belcher, (Clémence) Ekaterina Lekhina a (Poutník) Marie-Ange Todorovitch. Deutsches Symphonie-Orchester Berlin a Rundfunkchor Berlin řídí Kent Nagano. Tato nahrávka získala roku Grammy Award za nejlepší operní nahrávku roku 2010.[11]